# Александровка (Локтівський район)
Алекса́ндровка (рос. Александровка) — село у складі Локтівського району Алтайського краю, Росія. Адміністративний центр Александровської сільської ради.

## Населення
Населення — 461 особа (2010; 612 у 2002).
Національний склад (станом на 2002 рік):
- росіяни — 95 %